# Unteraltenbernheim

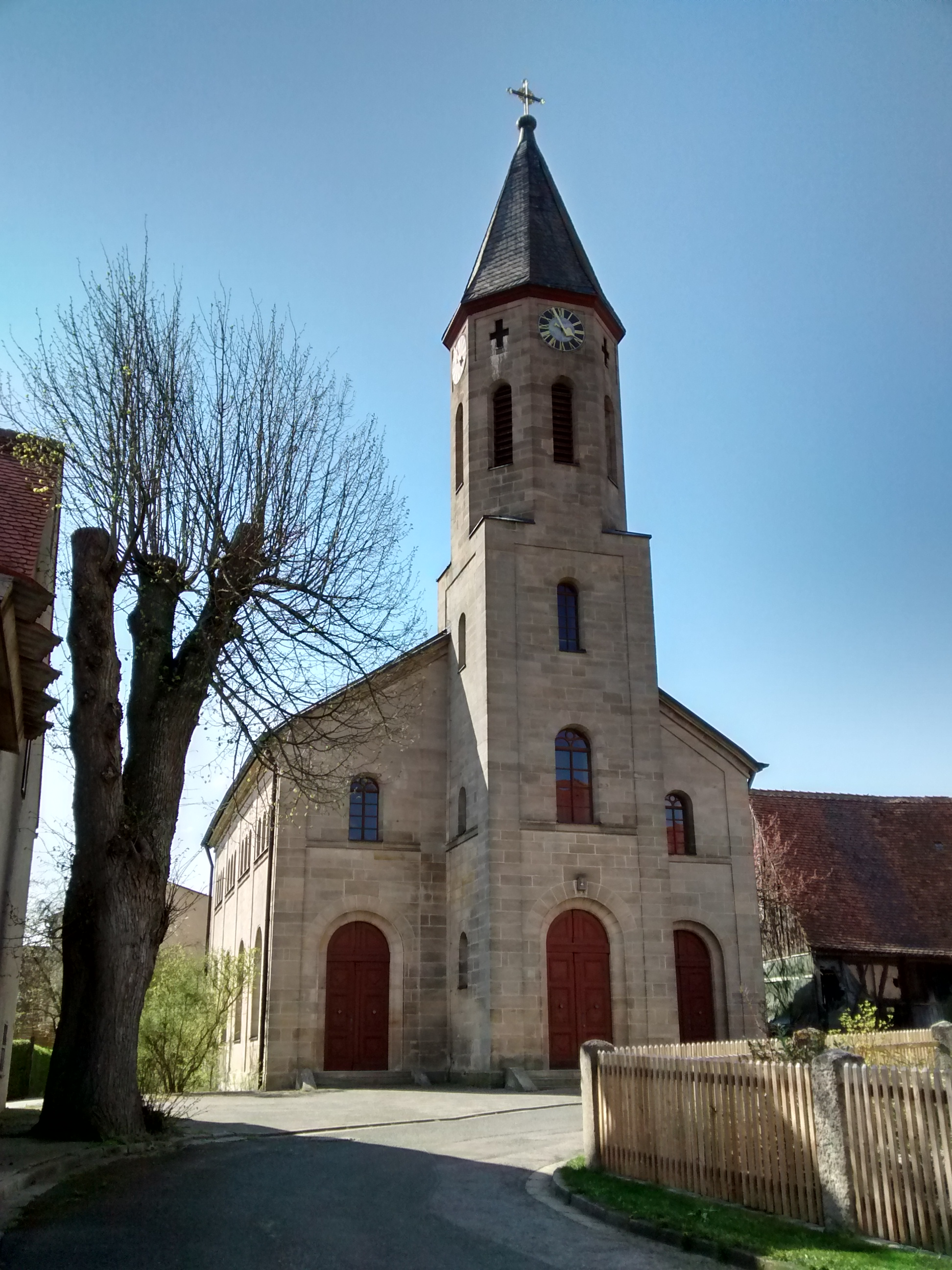
Evangelisch-lutherische Pfarrkirche St. Martin

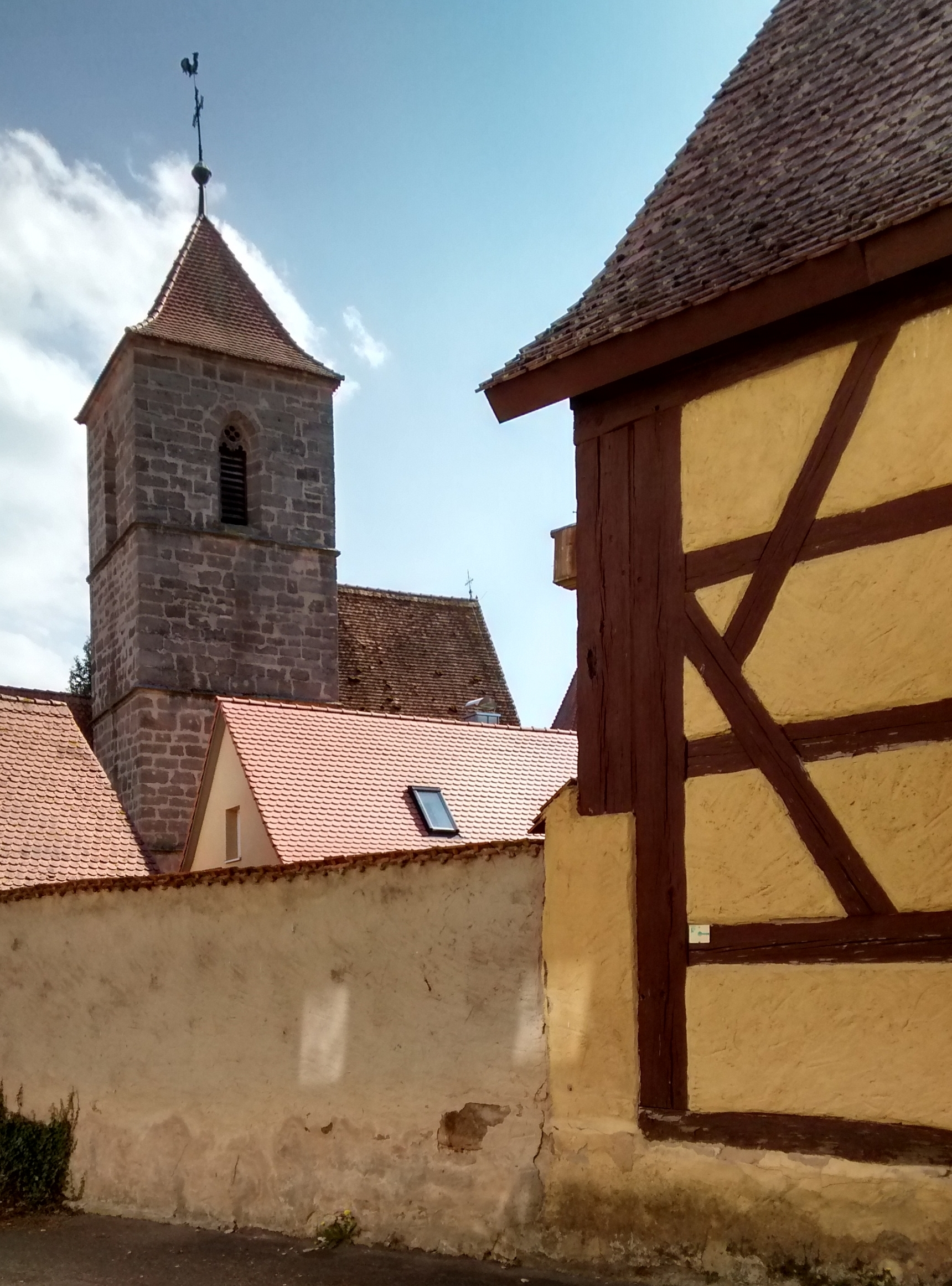
Katholische Filialkirche St. Peter und Paul

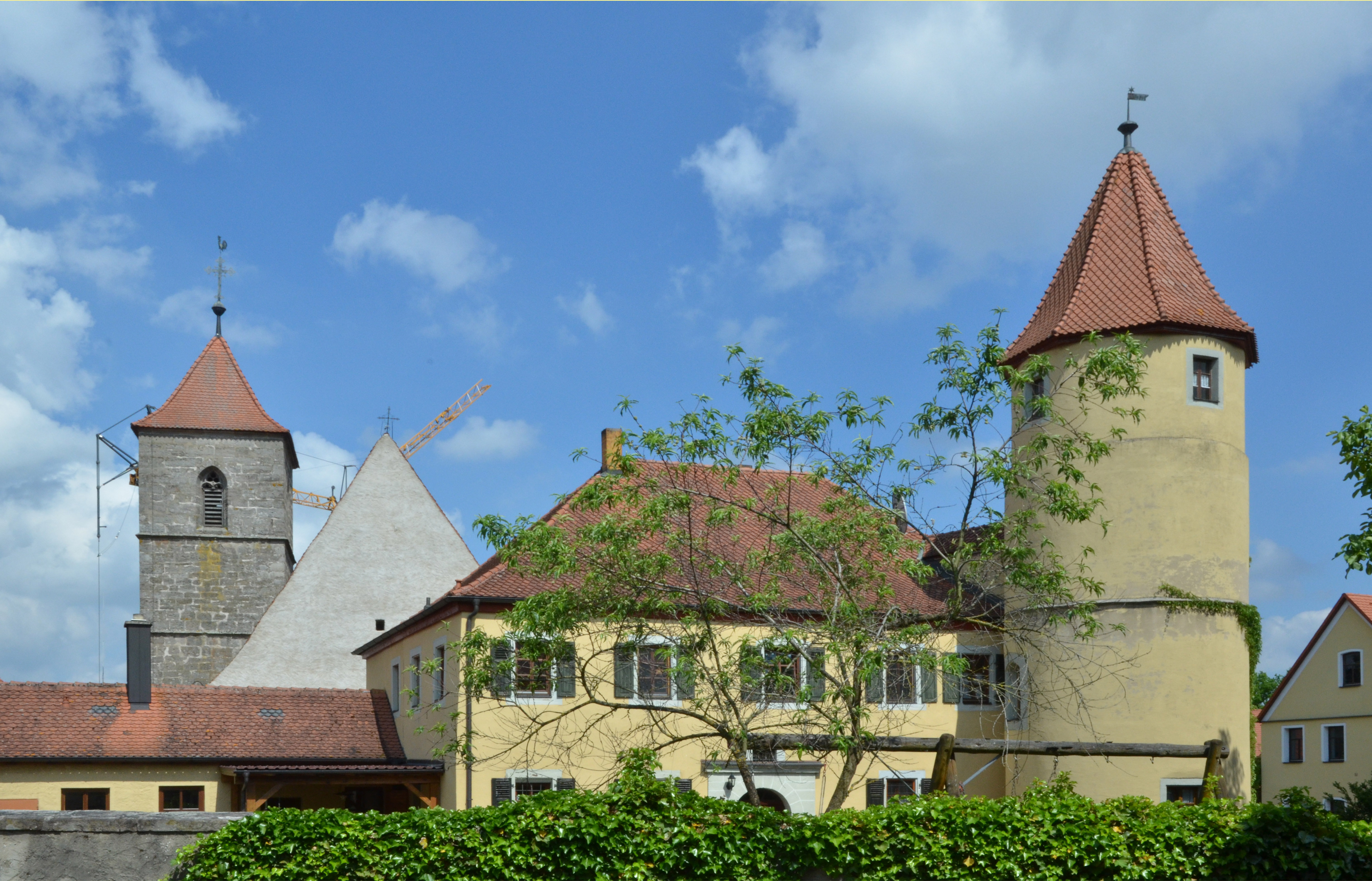
Ehemaliges Seckendorffsches Schloss

Unteraltenbernheim (fränkisch: Innea-Aldabäana) ist ein Gemeindeteil des Marktes Obernzenn im Landkreis Neustadt an der Aisch-Bad Windsheim (Mittelfranken, Bayern). Die Gemarkung Unteraltenbernheim hat eine Fläche von 10,030 km². Sie ist in 1201 Flurstücke aufgeteilt, die eine durchschnittliche Fläche von 8351,07 m² haben. In ihr liegen neben dem namensgebenden Ort die Gemeindeteile Binsmühle, Hechelbach, Hörhof, Limbach und Wimmelbach.

## Geografie
Das Pfarrdorf liegt an der Zenn. Der Holzbrunnengraben mündet dort als linker, der Kemmathbach als rechter Zufluss in die Zenn. 0,5 km nordwestlich des Ortes erhebt sich der Weinberg, 0,75 km südöstlich der Galgenberg (400 m ü. NHN). 0,75 km nordöstlich befindet sich das Waldgebiet Herrlohe und 1 km südlich die Wolfsklinge. Die Staatsstraße 2413 verläuft nach Oberaltenbernheim (1,8 km westlich) bzw. nach Buch (2 km östlich). Die Kreisstraße AN 21/NEA 38 führt an der Binsmühle und Hörhof vorbei nach Sondernohe (2,5 km südwestlich). Eine Gemeindeverbindungsstraße führt nach Hechelbach (0,9 km nördlich).

## Geschichte
Unteraltenbernheim entstand wahrscheinlich im achten Jahrhundert. Obernzenn wurde bereits 830/50 als „Cenne“ urkundlich bezeugt und könnte die Muttersiedlung von Unteraltenbernheim gewesen sein. 1288 wurde der Ort als „Niederaltenbern“ erstmals urkundlich erwähnt. Das Grundwort des Ortsnamens ist būr (ahd. für Haus, Kammer), der Ortsname bedeutet also zum unten gelegenen alten Haus. Der Ort war zu dieser Zeit ein Marktflecken mit Schloss, das dem Ritter Ludwig von Huslode gehörte. Seit 1294 hatte dort auch der Deutsche Orden Besitz, den es von Konrad IV. von Nürnberg geschenkt bekommen hatte. Im Jahre 1381 wurde eine Kirche im Ort bezeugt. Als eine der ersten Gemeinden im weiteren Umkreis schloss sich Unteraltenbernheim der Reformation an. 1564 verkauften die von Huslodes das Schloss samt Eingehörungen an Arnold von Seckendorff-Aberdar, der in Obernzenn residierte. 1737 wurde es an Christoph Friedrich von Seckendorff in Unternzenn veräußert.
Gegen Ende des 18. Jahrhunderts gab es in Unteraltenbernheim 46 Anwesen. Das Hochgericht übte das Obervogteiamt Virnsberg aus. Die Dorf- und Gemeindeherrschaft hatte die Deutschordenskommende Virnsberg gemeinsam mit dem Rittergut Unternzenn inne. Grundherren waren die Deutschordenskommende Virnsberg (21 Anwesen: Kirche, Pfarrhaus, Mesnerhaus, 2 Mühlen, Schmiede, Schenkstatt, 4 Höfe, 7 Güter, 2 Tropfhäuslein, Zehntstadtel), das Rittergut Unternzenn (22 Anwesen: Schlösslein, Schäferhaus, Schenkstatt, 13 Güter, 4 Tropfhäuser) und die Pfarrei Unteraltenbernheim (2 Güter, 1 Gütlein).
1806 kam Unteraltenbernheim an das Königreich Bayern. Im Rahmen des Gemeindeedikts wurde es dem 1808 gebildeten Steuerdistrikt Sondernohe und der 1811 gebildeten Ruralgemeinde Sondernohe zugeordnet. Mit dem Zweiten Gemeindeedikt (1818) entstand die Ruralgemeinde Unteraltenbernheim, zu der Binsmühle, Hechelbach, Hörhof, Limbach, Schafhof und Wimmelbach gehörten. Sie war in Verwaltung und Gerichtsbarkeit dem Landgericht Ansbach zugeordnet und in der Finanzverwaltung dem Rentamt Ansbach. Am 4. Januar 1821 kam die Ruralgemeinde Unteraltenbernheim an das Landgericht Windsheim und das Rentamt Ipsheim. Die freiwillige Gerichtsbarkeit und die Polizei über 23 Anwesen hatte jedoch bis 1848 das Patrimonialgericht Unternzenn inne. Ab 1862 gehörte Unteraltenbernheim zum Bezirksamt Uffenheim (1938 in Landkreis Uffenheim umbenannt) und ab 1856 zum Rentamt Windsheim (1919 in Finanzamt Windsheim umbenannt, seit 1932 Finanzamt Uffenheim). Die Gerichtsbarkeit blieb beim Landgericht Windsheim (1879 in Amtsgericht Windsheim umbenannt), seit 1973 ist das Amtsgericht Neustadt an der Aisch zuständig. Die Gemeinde hatte 1964 eine Gebietsfläche von 10,013 km².
Am 1. Mai 1978 wurde Unteraltenbernheim im Zuge der Gebietsreform in Bayern nach Obernzenn eingemeindet.

### Baudenkmäler
In Unteraltenbernheim gibt es fünf Baudenkmäler:
- evangelisch-lutherische Pfarrkirche St. Martin
- katholische Filialkirche St. Peter und Paul
- ehemaliges Seckendorffsches Schloss
- zwei Ausleger an Gaststätte
- Wegkapelle

### Bodendenkmäler
In der Gemarkung Unteraltenbernheim gibt es zehn Bodendenkmäler.

### Einwohnerentwicklung
Gemeinde Unteraltenbernheim
| Jahr      | 1818   | 1840   | 1852   | 1855   | 1861   | 1867   | 1871   | 1875   | 1880   | 1885   | 1890   | 1895   | 1900   | 1905   | 1910   | 1919   | 1925   | 1933   | 1939   | 1946   | 1950   | 1952   | 1961   | 1970   |
| Einwohner | 590    | 617    | 673    | 631    | 610    | 612    | 608    | 616    | 625    | 642    | 590    | 571    | 562    | 594    | 563    | 589    | 566    | 565    | 548    | 686    | 661    | 600    | 533    | 535    |
| Häuser    | 88     | 91     |        |        |        |        | 116    |        |        | 121    | 122    |        | 120    |        |        |        | 112    |        |        |        | 106    |        | 107    |        |
| Quelle    | [ 20 ] | [ 21 ] | [ 22 ] | [ 22 ] | [ 23 ] | [ 24 ] | [ 25 ] | [ 26 ] | [ 27 ] | [ 28 ] | [ 29 ] | [ 22 ] | [ 30 ] | [ 22 ] | [ 31 ] | [ 22 ] | [ 32 ] | [ 22 ] | [ 22 ] | [ 22 ] | [ 33 ] | [ 22 ] | [ 15 ] | [ 34 ] |

Ort Unteraltenbernheim
| Jahr      | 001818 | 001840 | 001861 | 001871 | 001885 | 001900 | 001925 | 001950 | 001961 | 001970 | 001987 | 002014 |
| Einwohner | 381    | 388    | 358    | 349    | 365    | 324    | 354    | 381    | 317    | 308    | 297    | 330    |
| Häuser    | 46     | 53     |        |        | 71     | 71     | 68     | 67     | 68     |        | 77     |        |
| Quelle    | [ 20 ] | [ 21 ] | [ 23 ] | [ 25 ] | [ 28 ] | [ 30 ] | [ 32 ] | [ 33 ] | [ 15 ] | [ 34 ] | [ 35 ] | [ 1 ]  |

## Religion
Der Ort ist seit der Reformation gemischt konfessionell und Sitz der evangelisch-lutherischen Pfarrei St. Martin. Die Einwohner römisch-katholischer Konfession sind nach Mariä Himmelfahrt (Sondernohe) gepfarrt.

## Wanderwege
Durch Unteraltenbernheim führen die Fernwanderwege Deutschherrenweg und Grünes Schlüsselloch sowie der Rundwanderweg Zenntalwanderweg.